# 臼杵湾

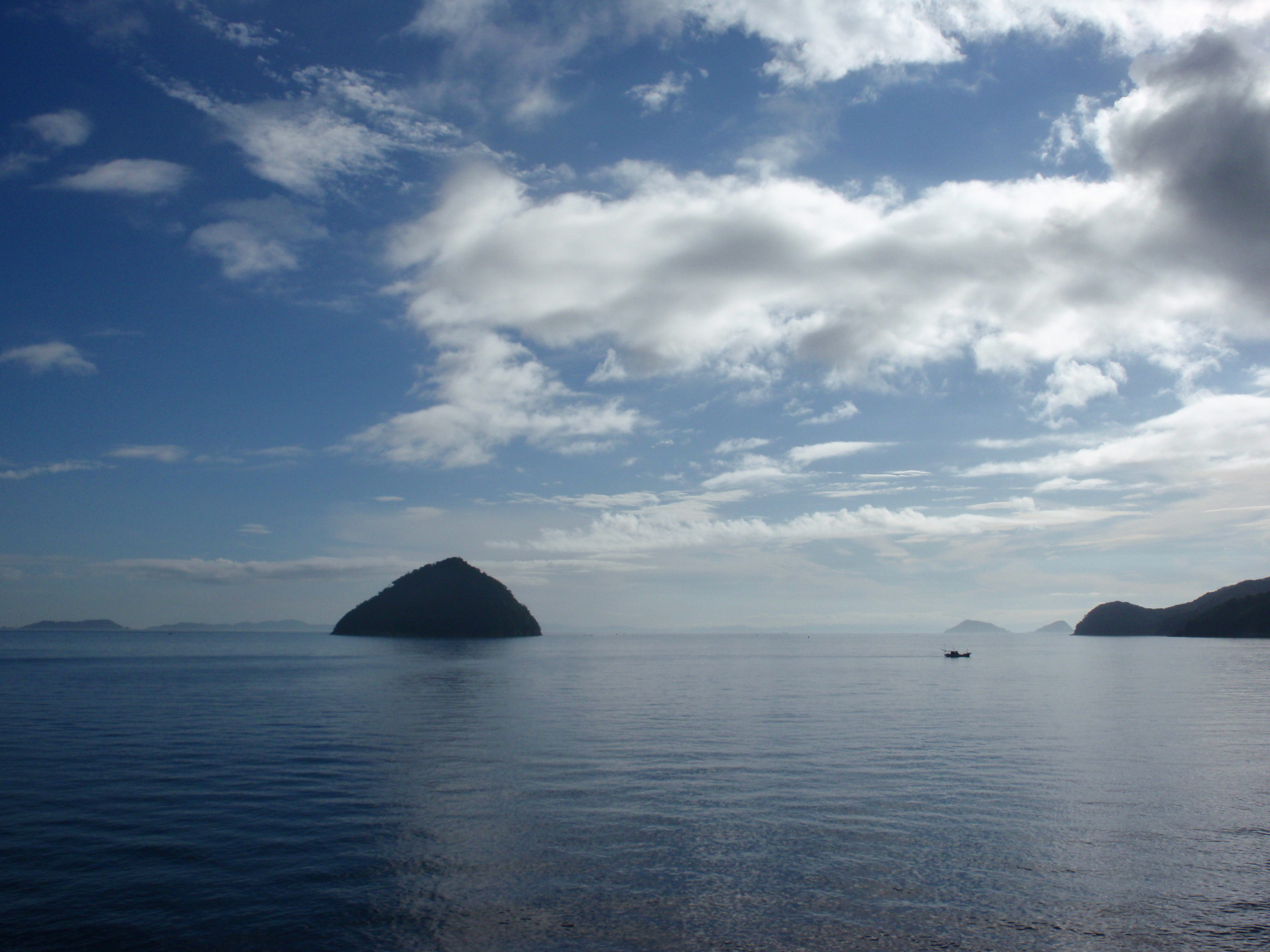
臼杵湾と津久見島

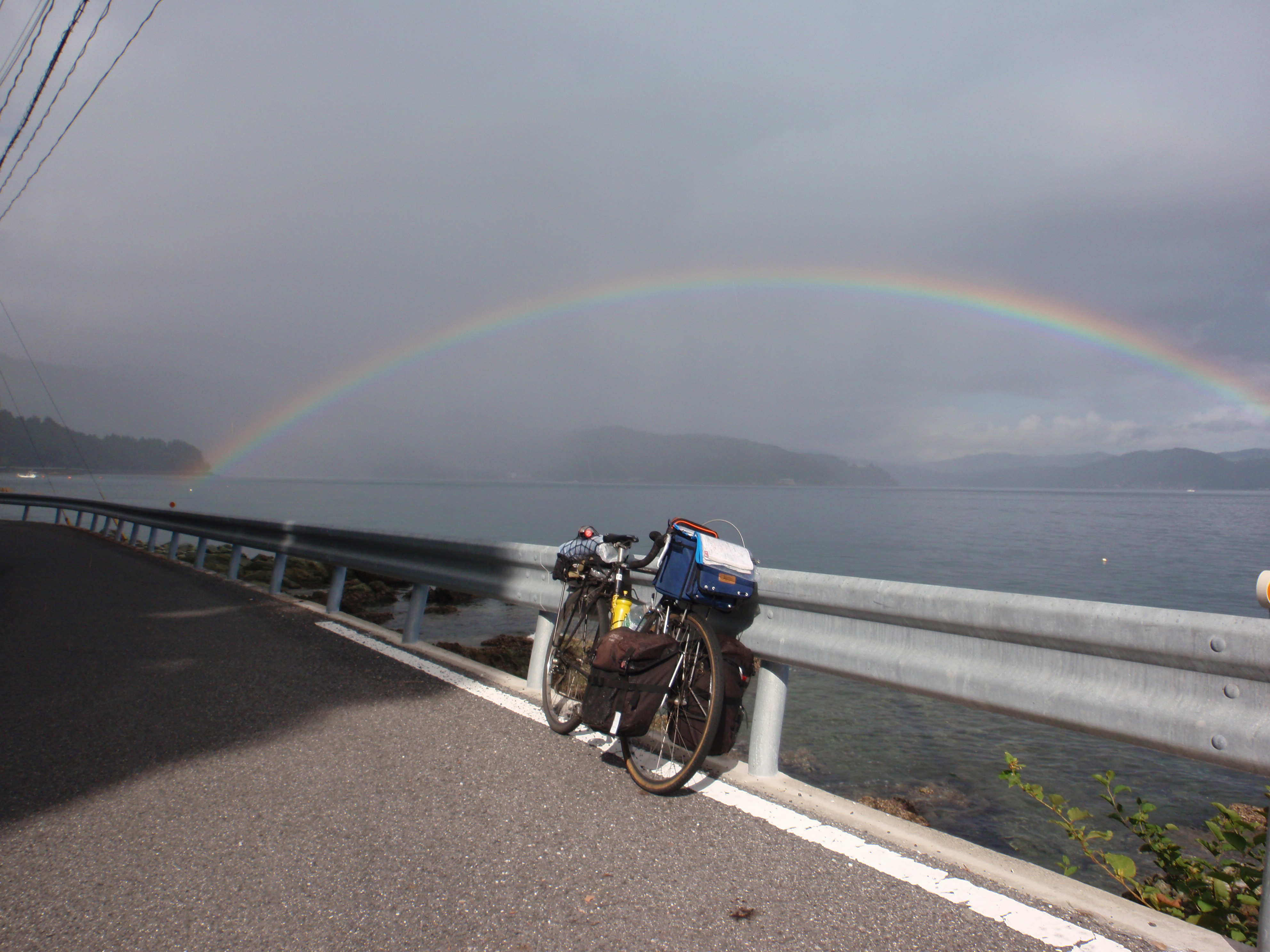
臼杵市の風成地区（長目半島）から臨む臼杵湾

臼杵湾（うすきわん）は、大分県臼杵市にある湾である。

## 地理
大分県中南部の豊後水道に面するリアス式海岸にあり、東に向かって開いた湾で、北側を佐賀関半島、南側を長目半島に囲まれる。湾のほぼ中央には整った円錐形の津久見島が浮かび、臼杵のランドマークとなっている。隣接する別府湾とは異なり、臼杵湾は豊後水道に面している。
湾奥の西側には、二級河川の臼杵川、末広川、熊崎川、海添川などが注ぎ、沖積によって生じた小さな平野部に臼杵市の市街地が形成されている。また、市街地先の海岸には臼杵港が位置する。北部沿岸及び黒島、三つ子島、津久見島が日豊海岸国定公園に指定されており、その周囲も豊後水道県立自然公園に指定されている。

### 島
- 津久見島 - 面積20ha（0.2km2）、周囲2.3km。
- 黒島 - 佐志生海岸から約300m。面積約5ha（0.05km2）、周囲約3km。
- 三ツ子島 - 3つの無人島の総称。黒島の南約800m。

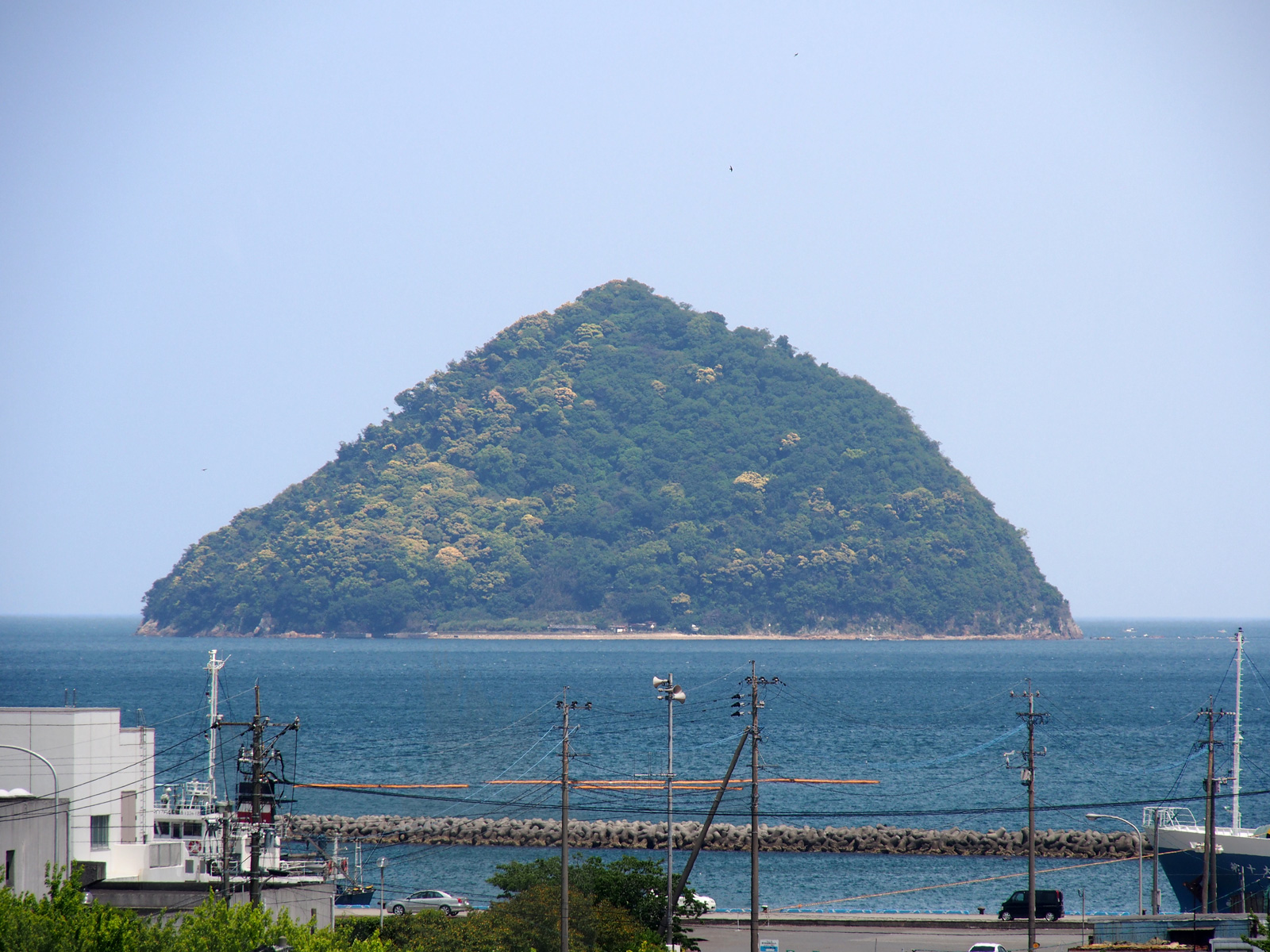
津久見島
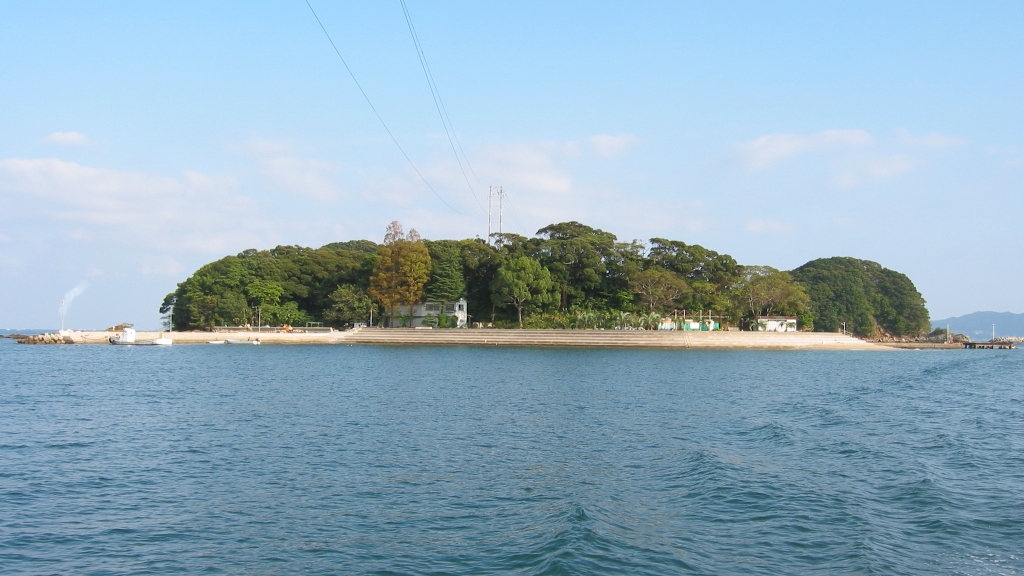
黒島
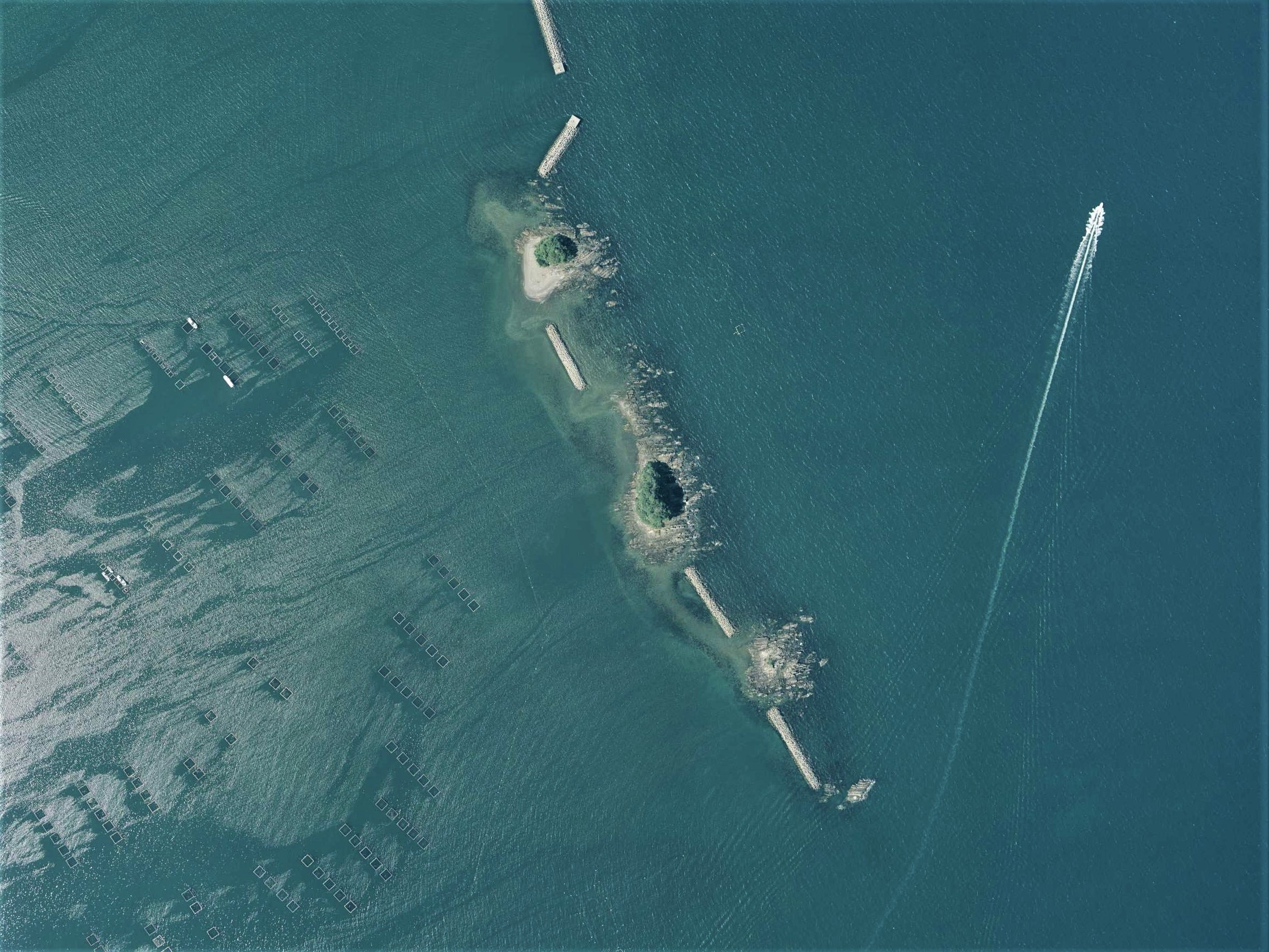
三ツ子島

## 自然環境
前浜などに干潟が点在し、シギやチドリの重要な生息地である。
別府湾や高島や豊後水道と同様に、臼杵湾も本来はクジラ（ヒゲクジラ類）やイルカやシャチやニホンアシカといった海獣に利用されていた可能性があり、実際に臼杵市にも捕獲したり座礁した鯨の鯨墓や鯨塚が5つ存在する。

## 歴史
戦国時代の1556年（弘治2年）、大友宗麟は臼杵湾に浮かびわずかに陸地とつながる丹生島に臼杵城を築き居城とした。臼杵城はその後の埋め立てにより、現在は、市街地にある丘の上に位置している。臼杵は、大友氏の城下町として栄え、南蛮貿易のポルトガル船や明船が入港した。1600年（慶長5年）には、ヤン・ヨーステンやウィリアム・アダムスが乗船したオランダ船リーフデ号が豊後に漂着したが、その地は臼杵湾北部の黒島沖であったと伝えられている。